# Ostpreußenhütte

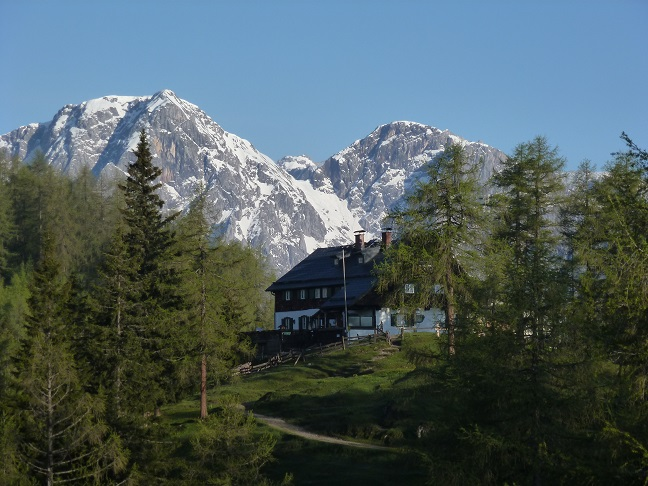
Vista del refugio

Ostpreußenhütte (Cabaña de Prusia Oriental) es un albergue de montaña que pertenece a la Sección de Königsberg del Club Alpino Alemán que fue fundada en 1890 en Königsberg, la capital de la antigua Prusia Oriental, y que desde 1965 tiene su sede en Munich, Baviera. El albergue que fue inaugurado en 1928 está ubicado a una altitud de 1630 m s. n. m. en el macizo del Hochkönig en los Alpes septentrionales salzburgueses en Austria.